# Stéréochimie
La stéréochimie, est une sous-discipline de la chimie ; elle implique l'étude de l'arrangement spatial relatif des atomes au sein des molécules. Une branche importante de la stéréochimie est l'étude des molécules chirales. 
Bien qu'elle se préoccupe de tous composés, la stéréochimie se rapporte surtout aux composés organiques, vu leur nombre croissant d'arrangements et de combinaisons spatiales, dépassant de loin celui des composés minéraux. La stéréochimie comprend des méthodes pour déterminer et décrire ces arrangements; ainsi que pour déterminer les effets de ces combinaisons sur les propriétés physiques et biologiques des molécules en question. Enfin, la stéréochimie joue un rôle crucial lorsqu'il s'agit de déterminer la réactivité chimique des molécules étudiées (stéréochimie dynamique).

## Historique
Louis Pasteur, peut être considéré comme le père de la stéréochimie, après avoir observé, en 1849 que certains sels issus de l'acide tartrique (sous-produit de la vinification, rencontré dans les tuyaux où a circulé le vin) avaient la propriété de faire tourner le plan de polarisation d'un rayon de lumière polarisée plane ; mais que d'autres sels, provenant d'autres sources ne modifiaient en rien la direction de polarisation de la lumière. Cette propriété physique, la seule permettant de distinguer deux types de tartrates (sels issus de l'acide tartrique) est due à l'isomérisme optique. En 1874, Jacobus Henricus van 't Hoff et Joseph Achille Le Bel ont pu définir cette activité optique (la propriété de déviation du plan de polarisation d'un rayon de lumière polarisée rectilignement) en fonction de l'arrangement spatial des différents substituants d'un carbone tétraédrique.
D'une manière générale, les molécules possédant cette caractéristique optique nommée chiralité (du grec kheir, signifiant « main ») sont dites chirales.

## Stéréochimie des molécules organiques
définitions  :
- Deux isomères A et B de même formule semi-développée mais qui diffèrent par la disposition des atomes dans l'espace, sont des stéréoisomères.
- Lorsque pour passer d'un stéréoisomère A à un stéréoisomère B, on doit rompre au moins une liaison, alors A et B sont des stéréoisomères de configuration.
- Lorsque l'on peut passer d'un stéréoisomère A à un stéréoisomère B par rotation autour d'une ou plusieurs liaisons simples, A et B sont appelés stéréoisomères de conformation.

- Un objet qui n'est pas superposable à son image dans un miroir est dit chiral.
- Si A et B sont des stéréoisomères de configuration images l'une de l'autre dans un miroir sans être superposables, ils sont énantiomères.
- Si A et B sont des stéréoisomères de configuration non énantiomères, alors ils sont diastéréoisomères.

- Dans un mélange équimolaire de deux énantiomères A et B, leur pouvoir rotatoire va se compenser. Un tel mélange est appelé mélange racémique.

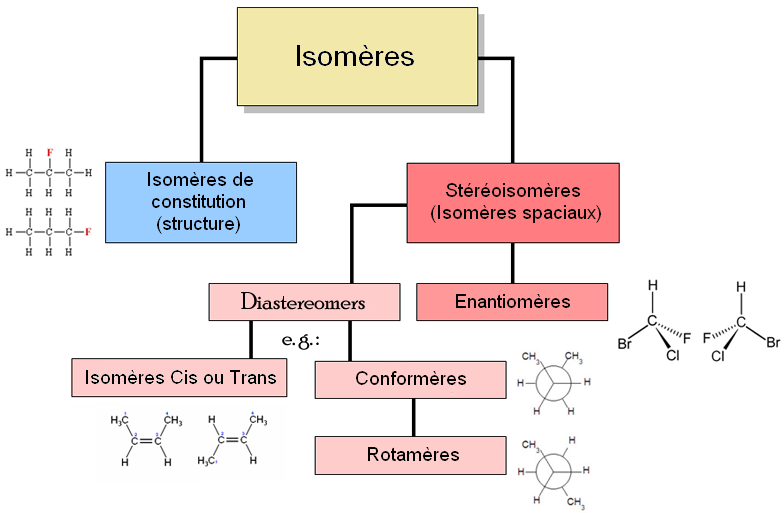
Les différents types d'isomères. La stéréochimie se concentre sur les stéréoisomères

## Activité optique
C'est la propriété physique qui va différencier les deux énantiomères. Les énantiomères ont la majorité de leurs propriétés physiques communes.
Lorsque la lumière a traversé la substance chirale, celle-ci a la propriété de faire changer la polarité de la lumière.
On mesure l'angle de rotation de ce plan, qui est appelé plan rotatoire {\displaystyle \alpha }:
{\displaystyle \alpha >0} substance dextrogyre,

{\displaystyle \alpha <0} substance levogyre.